# Championnat d'Égypte de football 2014-2015
Navigation
Édition précédente Édition suivante
La saison 2015 du championnat d'Égypte de football est la 58e édition du championnat de première division égyptien. Cette saison marque le retour d'une poule unique à vingt clubs.
C'est le tenant du titre, Zamalek, qui est à nouveau sacré cette saison après avoir terminé en tête de la poule finale, devant Al Ahly SC et le ENPPI Club. Il s'agit du 12e titre de champion d'Égypte de l'histoire du club.

## Participants
| \| Alexandrie Assiout Le Caire Damanhur El Gouna Fayoum Ismaïlia Marsa Matruh Port-Saïd Suez \| Villes représentées lors de la saison 2014-2015. |
| Alexandrie Assiout Le Caire Damanhur El Gouna Fayoum Ismaïlia Marsa Matruh Port-Saïd Suez                                                        |

| - Al Ahly - Al-Masry - Al Nasr - Alaab Damanhour - Alassiouty Sport - Arab Contractors - El Gouna - El Dakhleya - El Raja - ENPPI Club | - Haras El-Hedood - Ittihad Al Shorta - Al-Ittihad - Ismaily - Misr El Maqasa - Petrojet - Smouha - Tala'ea El Geish - Wadi Degla - Zamalek |

## Classement

### Classement
| Rang | Équipe              | Pts | J  | G  | N  | P  | Bp | Bc | Diff |
| ---- | ------------------- | --- | -- | -- | -- | -- | -- | -- | ---- |
| 1    | Zamalek SC          | 87  | 38 | 26 | 9  | 3  | 69 | 21 | +48  |
| 2    | Al Ahly SC T        | 79  | 38 | 23 | 10 | 5  | 65 | 26 | +39  |
| 3    | ENPPI Club          | 70  | 38 | 18 | 16 | 4  | 65 | 29 | +36  |
| 4    | Misr El Maqasa      | 64  | 38 | 18 | 10 | 10 | 57 | 52 | +5   |
| 5    | Wadi Degla SC       | 57  | 38 | 14 | 15 | 9  | 47 | 36 | +11  |
| 6    | Ismaily SC -6       | 55  | 38 | 14 | 19 | 5  | 44 | 32 | +12  |
| 7    | Arab Contractors SC | 55  | 38 | 15 | 10 | 13 | 47 | 41 | +6   |
| 8    | Haras El-Hedood     | 52  | 38 | 12 | 16 | 10 | 30 | 31 | -1   |
| 9    | Tala'ea El Geish    | 52  | 38 | 15 | 7  | 16 | 49 | 56 | -7   |
| 10   | Smouha SC           | 51  | 38 | 14 | 9  | 15 | 43 | 37 | +6   |
| 11   | Al-Masry            | 50  | 38 | 13 | 11 | 14 | 37 | 41 | -4   |
| 12   | El Dakhleya         | 49  | 38 | 12 | 13 | 13 | 43 | 41 | +2   |
| 13   | Petrojet            | 49  | 38 | 13 | 10 | 15 | 49 | 53 | -4   |
| 14   | Al-Ittihad          | 48  | 38 | 11 | 15 | 12 | 39 | 38 | +1   |
| 15   | Ittihad Al Shorta   | 47  | 38 | 10 | 17 | 11 | 36 | 42 | -6   |
| 16   | El Gouna            | 46  | 38 | 10 | 16 | 12 | 33 | 35 | -2   |
| 17   | El Raja             | 43  | 38 | 11 | 10 | 17 | 47 | 57 | -10  |
| 18   | Al Nasr P -3        | 29  | 38 | 8  | 8  | 22 | 34 | 70 | -36  |
| 19   | Alassiouty Sport P  | 16  | 38 | 2  | 10 | 26 | 40 | 88 | -48  |
| 20   | Alaab Damanhour P   | 14  | 38 | 3  | 5  | 30 | 34 | 82 | -48  |

Qualifications internationales
- Ligue des champions de la CAF 2016
- Coupe de la confédération 2016

Relégation
- Relégation en Championnat d'Égypte de football D2

Abréviations
T : Tenant du titre

C : Vainqueur de la Coupe d'Égypte

P : Promus de Championnat d'Égypte de football D2

-* : Points de pénalité

## Bilan de la saison
| Championnat d'Égypte de football 2014-2015 |                     |
| Champion                                   | Zamalek (12e titre) |
| Qualifications continentales               |                     |
| Ligue des champions de la CAF 2016         | Zamalek             |
| Ligue des champions de la CAF 2016         | Al Ahly             |
| Coupe de la confédération 2016             | ENPPI Club          |
| Promotions et relégations                  |                     |
| Promus en Premier League                   | Assouan SC          |
| Promus en Premier League                   | Al Entag Al Harby   |
| Promus en Premier League                   | Ghazl El Mahallah   |
| Relégués en Second League                  | El Gouna            |
| Relégués en Second League                  | El Raja             |
| Relégués en Second League                  | Al Nasr             |
| Relégués en Second League                  | Alassiouty Sport    |
| Relégués en Second League                  | Alaab Damanhour     |